# فرنسيسكو أنطونيو دي غيريرو إي توريس
فرنسيسكو أنطونيو دي غيريرو إي توريس (بالإسبانية: Francisco Antonio de Guerrero y Torres)‏ هو مهندس معماري مكسيكي، ولد في 1727 في Villa de Guadalupe, Mexico City ‏ في المكسيك، وتوفي في 1792 في Historic center of Mexico City ‏ في المكسيك.

## وصلات خارجية
- فرنسيسكو أنطونيو دي غيريرو إي توريس على موقع الموسوعة البريطانية (الإنجليزية)